# 高木酒造
高木酒造株式会社（たかぎしゅぞう）は、山形県村山市富並に本社および工場を置く日本酒の蔵元である。日本酒の銘柄「十四代」で知られている。

## 概要
村山市は山形県中央部にあり、東西を奥羽山脈と出羽丘陵に囲まれ、中央にはかつて舟運として使われた最上川が流れており、当時、「三難所」と呼ばれた「碁点」「隼」「三ケ瀬」がある。気候的には、冬の寒さは厳しく気温が零下15度を下ることもあるが、夏は暑く、寒暖の差が大きい盆地型の気候である。また、食文化では尾花沢市や大石田町とならんで蕎麦の生産が盛んで、市の西部には最上川三難所そば街道がある。
高木酒造は、江戸時代初期の1615年（元和元年）、高木家により山形県村山市（現在地）で酒造りをはじめたことに始まる。高木家の祖先は京都の公家であり、応仁の乱で負け惨殺を逃れてこの地で名前をかえて、ひっそりと住み続けた。雪深い地の、200年を超えるという土蔵で、地下25mの深さから湧き水を汲み上げての酒造り、日本酒の原料となる米も地元山形の米を使い酒造りを行っている。
戦前の高木家は、高木山とよばれ山林、森林、田畑を所有し林業も営んだった。京の落人だが、酒蔵の敷地だけでも3,500坪の広さがある。酒造りを始めてから390年と少したつが、十四代当主・高木辰五郎は、酒造りだけでなく県会議員の政治の仕事も熱心だった。一昔前のこの地域は、道も橋もなく大変不便な土地だったが、高木辰五郎は15年前に自ら立ち上がりインフラ整備に力を注いだ。
高木顕統は、富並の酒蔵で小学時代を過ごし、中学時代から山形市内で一人暮らしをはじめ、東京農業大学第一高等学校を経て、東京農大醸造学科へと進んだ。大学卒業後、東京新宿のクイーンズ伊勢丹に就職し流通業界での経験を踏んだ。1993年（平成5年）、高木顕統は25歳の時に蔵に戻り、大学時代の恩師・穂坂賢教授、山形県工業技術センターの小関敏彦研究員に指導を仰いだ。その後、社長と杜氏を担う蔵元杜氏になった。
「十四代」が評判になったのは、「十四代本丸秘伝玉返し」だと言われおり、1995年（平成7年）に造られ、その旨さで人気を博した。十四代は、淡麗辛口が日本酒と言われていた時代に、「芳醇旨口」で人気となった。本丸秘伝玉返しは、米は五百万石で精米歩合55%、アルコール度数15%の酒で、秘伝玉返しという名の由来は添加されているアルコールが純米粕取り焼酎であることで、酒を水で割った玉酒を返すという意味であるという。本丸秘伝玉返しは、十五代目・顕統が杜氏となった翌年に仕込まれた。
「十四代」の由来
「十四代」は、元々古酒の銘柄名に使っていたが、最初は「十三代」「十四代」「十五代」「十六代」を商標登録したところ、数字では特許が取れなかったという。しかし「十四代」だけが特許が取れたのである。その後、高木辰五郎は政治に力を入れるようになり、また杜氏が高齢になり辞めたため、跡を継がせるため息子の高木顕統に戻ってきてもらったのである。十四代銘柄で幾つかの酒を造ったのは高木顕統が蔵に戻って来てからである。また、「十四代」のロゴのデザインは、書家の「岩崎潮風」の作である。

## 沿革
- 1615年（元和元年） - 現在地に酒造りを創業、年間生産石は2500石だった
- 年代不詳 - 「十四代」を完成するまでは、「朝日鷹」という銘柄だった
- 年代不詳 - 高木顕統（後の十五代目）、東京農業大学農学部醸造科を卒業
- 1993年（平成5年） - 杜氏・山内が高齢のため辞任、十四代目・高木辰五郎が山形県議会議員に当選
- 1994年（平成6年） - 十五代目・高木顕統、初めての念願の日本酒が完成
- 2016年（平成28年） - 現在、十五代目・高木顕統が蔵を継承している
- 2022年（令和4年）3月2日 - 十四代目・高木辰五郎死去（行年84歳）[5]

## 受賞歴
全国新酒鑑評会
- 平成15酒造年度 - 「十四代」金賞受賞[6]
- 平成16酒造年度 - 「十四代」金賞受賞[7]
- 平成18酒造年度 - 「十四代」金賞受賞[8]
- 平成19酒造年度 - 「十四代」金賞受賞[9]
- 平成20酒造年度 - 「十四代」金賞受賞[10]
- 平成22酒造年度 - 「十四代」金賞受賞[11]
- 平成23酒造年度 - 「十四代」金賞受賞[12]
- 平成24酒造年度 - 「十四代」金賞受賞[13]
- 平成25酒造年度 - 「十四代」金賞受賞[14]
- 平成26酒造年度 - 「十四代」金賞受賞[15]
- 平成27酒造年度 - 「十四代」金賞受賞[16]
- 平成28酒造年度 - 「十四代」金賞受賞[17]
- 平成29酒造年度 - 「十四代」金賞受賞[18]
- 平成30酒造年度 - 「十四代」金賞受賞[19]
- 令和3酒造年度 - 「十四代」金賞受賞[20]

## 交通
鉄道
- JR山形新幹線 - 袖崎駅下車、タクシーにて20分

## エピソード
- 酒屋さんや料理屋で見かける光る蛍光文字ラベル、酒を大切に取り扱う所では冷暗所や冷蔵庫に酒を置いている、いかに目立たせるかを考えたという、現在流通しているのは4、5種類である[3]。

## 関連文献
- 『商業界』高木辰五郎・高木顕総著「2大徹底インタビュー 高木辰五郎・顕統（高木酒造 山形・村山市） - 大人気「十四代」を生み出す伝統の技と革新精神」商業界、1999年9月
- 小阪義生著、富士総合研究所 編『富士総合研究所 編』「伝える者と継ぐ者 芳醇な酒を生んだ親子二代の「十四代」物語 - 高木酒造」富士総合研究所、2002年1月
- 小坂義生著『とうほく財界東北ビジネスの総合情報誌 30（通号 184）』「特集 日本酒の実力を見誤るな 東北四県の各蔵を訪ね、日本酒の現在を多角的に検証 - 「高木酒造」」2004年、16-29頁
- 『Venture link : ニッポンの中小企業を元気にする経営情報誌』高木顕統、西陽一郎、松浦恭子著「特別対談 高木酒造専務取締役 高木顕統×西酒造代表取締役 西陽一郎 - 日本酒業界に新風を送り込んだ盟友」2005年1月、32-36頁